# Liste des lignes de bus de Lorient
Pour un article plus général, voir Compagnie de transport de la région lorientaise.
Pour les articles homonymes, voir IZILO.
Les lignes de bus de Lorient desservent les communes de Lorient Agglomération.

## Le réseau
La liste reprend le réseau en vigueur au 23 avril 2019.

### Lignes à haute fréquence
Pour un article plus général, voir Bus à haut niveau de service de Lorient.
Les lignes « Triskell »        sont les axes forts du réseau IZILO. Ces deux six, permettent de desservir une grande partie de la population de Lorient et des villes au tours. Ces lignes sont opérées de 5h30 à 22h00 du lundi au samedi et jusqu'à 1h le vendredi et samedi. Le réseau dessert les principaux générateurs de trafic de Lorient, comme le centre-ville de Lorient.
| Ligne | Caractéristiques | Caractéristiques                                                       | Caractéristiques                                                       | Caractéristiques                                                       | Caractéristiques                                                       | Caractéristiques                                                       | Caractéristiques                                                       | Caractéristiques                                                       | Caractéristiques                                                       |
| T1a   | (Circulaire) Kerguillette ⥋ via le tour de la ville | (Circulaire) Kerguillette ⥋ via le tour de la ville                    | (Circulaire) Kerguillette ⥋ via le tour de la ville                    | (Circulaire) Kerguillette ⥋ via le tour de la ville                    | (Circulaire) Kerguillette ⥋ via le tour de la ville                    | (Circulaire) Kerguillette ⥋ via le tour de la ville                    | (Circulaire) Kerguillette ⥋ via le tour de la ville                    | (Circulaire) Kerguillette ⥋ via le tour de la ville                    | (Circulaire) Kerguillette ⥋ via le tour de la ville                    |
| ----- | --- | ---------------------------------------------------------------------- | ---------------------------------------------------------------------- | ---------------------------------------------------------------------- | ---------------------------------------------------------------------- | ---------------------------------------------------------------------- | ---------------------------------------------------------------------- | ---------------------------------------------------------------------- | ---------------------------------------------------------------------- |
| T1a   | Ouverture / Fermeture 7 janvier 2019 / — | Longueur —                                                             | Durée —                                                                | Nb. d’arrêts 35                                                        | Matériel —                                                             | Jours de fonctionnement L, Ma, Me, J, V, S, D                          | Jour / Soir / Nuit / Fêtes O / O / N / O                               | Voy. / an —                                                            | Exploitant RATP Dev                                                    |
| T1a   | Desserte : - Communes : Lorient - Gares desservies : Gare de Lorient. - Principaux arrêts desservis : Lorient Kerguillette > Gare d’Échanges > Sécurité sociale > Lycées > Les Ormes > Lorient Kerguillette |                                                                        |                                                                        |                                                                        |                                                                        |                                                                        |                                                                        |                                                                        |                                                                        |
| T1a   | Autre : |                                                                        |                                                                        |                                                                        |                                                                        |                                                                        |                                                                        |                                                                        |                                                                        |
| T1a   | Dernière actualisation : 24 juin 2025 |                                                                        |                                                                        |                                                                        |                                                                        |                                                                        |                                                                        |                                                                        |                                                                        |
| T1b   | (Circulaire) Kerguillette ⥋ via le tour de la ville | (Circulaire) Kerguillette ⥋ via le tour de la ville                    | (Circulaire) Kerguillette ⥋ via le tour de la ville                    | (Circulaire) Kerguillette ⥋ via le tour de la ville                    | (Circulaire) Kerguillette ⥋ via le tour de la ville                    | (Circulaire) Kerguillette ⥋ via le tour de la ville                    | (Circulaire) Kerguillette ⥋ via le tour de la ville                    | (Circulaire) Kerguillette ⥋ via le tour de la ville                    | (Circulaire) Kerguillette ⥋ via le tour de la ville                    |
| T1b   | Ouverture / Fermeture 7 janvier 2019 / — | Longueur —                                                             | Durée —                                                                | Nb. d’arrêts 35                                                        | Matériel —                                                             | Jours de fonctionnement L, Ma, Me, J, V, S, D                          | Jour / Soir / Nuit / Fêtes O / O / N / O                               | Voy. / an —                                                            | Exploitant RATP Dev                                                    |
| T1b   | Desserte : - Communes : Lorient - Gares desservies : Gare de Lorient. - Principaux arrêts desservis : Lorient Kerguillette > Les Ormes > Lycées > Sécurité sociale > Gare d'Échanges > Lorient Kerguillette |                                                                        |                                                                        |                                                                        |                                                                        |                                                                        |                                                                        |                                                                        |                                                                        |
| T1b   | Autre : |                                                                        |                                                                        |                                                                        |                                                                        |                                                                        |                                                                        |                                                                        |                                                                        |
| T1b   | Dernière actualisation : 24 juin 2025 |                                                                        |                                                                        |                                                                        |                                                                        |                                                                        |                                                                        |                                                                        |                                                                        |
| T2    | Lanester — Parc des expositions ⥋ Lorient — La base - Cité de la voile | Lanester — Parc des expositions ⥋ Lorient — La base - Cité de la voile | Lanester — Parc des expositions ⥋ Lorient — La base - Cité de la voile | Lanester — Parc des expositions ⥋ Lorient — La base - Cité de la voile | Lanester — Parc des expositions ⥋ Lorient — La base - Cité de la voile | Lanester — Parc des expositions ⥋ Lorient — La base - Cité de la voile | Lanester — Parc des expositions ⥋ Lorient — La base - Cité de la voile | Lanester — Parc des expositions ⥋ Lorient — La base - Cité de la voile | Lanester — Parc des expositions ⥋ Lorient — La base - Cité de la voile |
| T2    | Ouverture / Fermeture 7 janvier 2019 / — | Longueur —                                                             | Durée 40 min                                                           | Nb. d’arrêts 34                                                        | Matériel Standards Articulés                                           | Jours de fonctionnement L, Ma, Me, J, V, S, D                          | Jour / Soir / Nuit / Fêtes O / O / N / O                               | Voy. / an —                                                            | Exploitant RATP Dev                                                    |
| T2    | Desserte : - Ville et lieux desservis : Lanester et Lorient - Gares desservies : Gare de Lorient. |                                                                        |                                                                        |                                                                        |                                                                        |                                                                        |                                                                        |                                                                        |                                                                        |
| T2    | Autre : - Certains services sont mutualisés avec ceux de la ligne , le changement se fait au terminus commun Parc des Expositions. - En période scolaire uniquement, des bus articulés circulent sur la ligne. |                                                                        |                                                                        |                                                                        |                                                                        |                                                                        |                                                                        |                                                                        |                                                                        |
| T2    | Dernière actualisation : 7 septembre 2024 |                                                                        |                                                                        |                                                                        |                                                                        |                                                                        |                                                                        |                                                                        |                                                                        |
| T3    | Lanester — Parc des expositions ⥋ Ploemeur — Les Pins | Lanester — Parc des expositions ⥋ Ploemeur — Les Pins                  | Lanester — Parc des expositions ⥋ Ploemeur — Les Pins                  | Lanester — Parc des expositions ⥋ Ploemeur — Les Pins                  | Lanester — Parc des expositions ⥋ Ploemeur — Les Pins                  | Lanester — Parc des expositions ⥋ Ploemeur — Les Pins                  | Lanester — Parc des expositions ⥋ Ploemeur — Les Pins                  | Lanester — Parc des expositions ⥋ Ploemeur — Les Pins                  | Lanester — Parc des expositions ⥋ Ploemeur — Les Pins                  |
| T3    | Ouverture / Fermeture 7 janvier 2019 / — | Longueur —                                                             | Durée 51 min                                                           | Nb. d’arrêts 48                                                        | Matériel Standards Articulés                                           | Jours de fonctionnement L, Ma, Me, J, V, S, D                          | Jour / Soir / Nuit / Fêtes O / O / N / O                               | Voy. / an —                                                            | Exploitant RATP Dev                                                    |
| T3    | Desserte : - Ville et lieux desservis : Lanester, Lorient et Ploemeur - Gares desservies : Gare de Lorient. |                                                                        |                                                                        |                                                                        |                                                                        |                                                                        |                                                                        |                                                                        |                                                                        |
| T3    | Autre : - Certains services sont mutualisés avec ceux de la ligne , le changement se fait au terminus commun Parc des Expositions. - En période scolaire uniquement, des bus articulés circulent sur la ligne. |                                                                        |                                                                        |                                                                        |                                                                        |                                                                        |                                                                        |                                                                        |                                                                        |
| T3    | Dernière actualisation : 24 juin 2025 |                                                                        |                                                                        |                                                                        |                                                                        |                                                                        |                                                                        |                                                                        |                                                                        |
| T4    | Guidel — Z.A. Pen Mane \ Pont-Scorff — Ty Nehué ⥋ Ploemeur — Pen Palud | Guidel — Z.A. Pen Mane \ Pont-Scorff — Ty Nehué ⥋ Ploemeur — Pen Palud | Guidel — Z.A. Pen Mane \ Pont-Scorff — Ty Nehué ⥋ Ploemeur — Pen Palud | Guidel — Z.A. Pen Mane \ Pont-Scorff — Ty Nehué ⥋ Ploemeur — Pen Palud | Guidel — Z.A. Pen Mane \ Pont-Scorff — Ty Nehué ⥋ Ploemeur — Pen Palud | Guidel — Z.A. Pen Mane \ Pont-Scorff — Ty Nehué ⥋ Ploemeur — Pen Palud | Guidel — Z.A. Pen Mane \ Pont-Scorff — Ty Nehué ⥋ Ploemeur — Pen Palud | Guidel — Z.A. Pen Mane \ Pont-Scorff — Ty Nehué ⥋ Ploemeur — Pen Palud | Guidel — Z.A. Pen Mane \ Pont-Scorff — Ty Nehué ⥋ Ploemeur — Pen Palud |
| T4    | Ouverture / Fermeture 7 janvier 2019 / — | Longueur —                                                             | Durée 64 min                                                           | Nb. d’arrêts 62 - 63                                                   | Matériel Standards Articulés                                           | Jours de fonctionnement L, Ma, Me, J, V, S, D                          | Jour / Soir / Nuit / Fêtes O / O / N / O                               | Voy. / an —                                                            | Exploitant RATP Dev                                                    |
| T4    | Desserte : - Ville et lieux desservis : Quéven, Lorient, Larmor-Plage, Ploemeur, Pont-Scorff, Gestel et Guidel - Gares desservies : Gare de Lorient et Gare de Gestel |                                                                        |                                                                        |                                                                        |                                                                        |                                                                        |                                                                        |                                                                        |                                                                        |
| T4    | Autre : - Particularités : La ligne se sépare en 2 dans la ville de Quéven à l'arrêt Croizamus avant de prendre la direction de Pont-Scorff ou de Gestel et Guidel. - En soirée, le samedi ou pendant les vacances d'été, après 20 h 30, les 2 terminus nord sont avancés à Quéven Bel Air. - Cette ligne est la seule (avec la 50 l'été) hors période scolaire à être assurée en bus articulés. |                                                                        |                                                                        |                                                                        |                                                                        |                                                                        |                                                                        |                                                                        |                                                                        |
| T4    | Dernière actualisation : 24 juin 2025 |                                                                        |                                                                        |                                                                        |                                                                        |                                                                        |                                                                        |                                                                        |                                                                        |
| T5    | Lorient — La Base - Cité de la Voile ⥋ Inzinzac-Lochrist — Mané Bihan | Lorient — La Base - Cité de la Voile ⥋ Inzinzac-Lochrist — Mané Bihan  | Lorient — La Base - Cité de la Voile ⥋ Inzinzac-Lochrist — Mané Bihan  | Lorient — La Base - Cité de la Voile ⥋ Inzinzac-Lochrist — Mané Bihan  | Lorient — La Base - Cité de la Voile ⥋ Inzinzac-Lochrist — Mané Bihan  | Lorient — La Base - Cité de la Voile ⥋ Inzinzac-Lochrist — Mané Bihan  | Lorient — La Base - Cité de la Voile ⥋ Inzinzac-Lochrist — Mané Bihan  | Lorient — La Base - Cité de la Voile ⥋ Inzinzac-Lochrist — Mané Bihan  | Lorient — La Base - Cité de la Voile ⥋ Inzinzac-Lochrist — Mané Bihan  |
| T5    | Ouverture / Fermeture 2 septembre 2024 / — | Longueur —                                                             | Durée 70 min                                                           | Nb. d’arrêts —                                                         | Matériel —                                                             | Jours de fonctionnement L, Ma, Me, J, V, S, D                          | Jour / Soir / Nuit / Fêtes O / O / N / O                               | Voy. / an —                                                            | Exploitant RATP Dev                                                    |
| T5    | Desserte : - Ville et lieux desservis : Inzinzac-Lochrist, Hennebont, Caudan, Lanester et Lorient - Gares desservies : Gare de Lorient. |                                                                        |                                                                        |                                                                        |                                                                        |                                                                        |                                                                        |                                                                        |                                                                        |
| T5    | Autre : - Particularités : Le terminus nord de la ligne n'est desservi qu'1 fois sur 2. Le terminus est alors l'arrêt Victor Hugo en Hennebont. |                                                                        |                                                                        |                                                                        |                                                                        |                                                                        |                                                                        |                                                                        |                                                                        |
| T5    | Dernière actualisation : 24 juin 2025 |                                                                        |                                                                        |                                                                        |                                                                        |                                                                        |                                                                        |                                                                        |                                                                        |

### Les lignes Ma Navette, Mon Centre-Ville
Les 2 lignes  NAVETTE sont les uniques lignes gratuites du réseau. Passant toutes les 25 minutes et circulant dans le tout le Centre-ville de Lorient.
| Ligne     | Caractéristiques                                                                                                 | Caractéristiques                                  | Caractéristiques                                  | Caractéristiques                                  | Caractéristiques                                  | Caractéristiques                                  | Caractéristiques                                  | Caractéristiques                                  | Caractéristiques                                  |
| Navette 1 | Lorient — Péristyle ⥋ Lorient — Péristyle                                                                        | Lorient — Péristyle ⥋ Lorient — Péristyle         | Lorient — Péristyle ⥋ Lorient — Péristyle         | Lorient — Péristyle ⥋ Lorient — Péristyle         | Lorient — Péristyle ⥋ Lorient — Péristyle         | Lorient — Péristyle ⥋ Lorient — Péristyle         | Lorient — Péristyle ⥋ Lorient — Péristyle         | Lorient — Péristyle ⥋ Lorient — Péristyle         | Lorient — Péristyle ⥋ Lorient — Péristyle         |
| --------- | --- | ------------------------------------------------- | ------------------------------------------------- | ------------------------------------------------- | ------------------------------------------------- | ------------------------------------------------- | ------------------------------------------------- | ------------------------------------------------- | ------------------------------------------------- |
| Navette 1 | Ouverture / Fermeture 6 mai 2024 / —                                                                             | Longueur —                                        | Durée —                                           | Nb. d’arrêts 11                                   | Matériel Bluebus 6                                | Jours de fonctionnement L, Ma, Me, J, V, S        | Jour / Soir / Nuit / Fêtes O / N / N / N          | Voy. / an —                                       | Exploitant RATP Dev                               |
| Navette 1 | Desserte : - Ville et lieux desservis : Lorient - Gares desservies : Gare de Lorient                             |                                                   |                                                   |                                                   |                                                   |                                                   |                                                   |                                                   |                                                   |
| Navette 1 | Autre : |                                                   |                                                   |                                                   |                                                   |                                                   |                                                   |                                                   |                                                   |
| Navette 1 | Dernière actualisation : 28 juin 2025                                                                            |                                                   |                                                   |                                                   |                                                   |                                                   |                                                   |                                                   |                                                   |
| Navette 2 | Lorient — Gare maritime ⥋ Lorient — Gare maritime                                                                | Lorient — Gare maritime ⥋ Lorient — Gare maritime | Lorient — Gare maritime ⥋ Lorient — Gare maritime | Lorient — Gare maritime ⥋ Lorient — Gare maritime | Lorient — Gare maritime ⥋ Lorient — Gare maritime | Lorient — Gare maritime ⥋ Lorient — Gare maritime | Lorient — Gare maritime ⥋ Lorient — Gare maritime | Lorient — Gare maritime ⥋ Lorient — Gare maritime | Lorient — Gare maritime ⥋ Lorient — Gare maritime |
| Navette 2 | Ouverture / Fermeture 5 avril 2025 / —                                                                           | Longueur —                                        | Durée —                                           | Nb. d’arrêts 12                                   | Matériel Crealis 12 GNV                           | Jours de fonctionnement L, Ma, Me, J, V, S, D     | Jour / Soir / Nuit / Fêtes O / N / N / O          | Voy. / an —                                       | Exploitant RATP Dev                               |
| Navette 2 | Desserte : - Ville et lieux desservis : Lorient - Gares desservies : Gare de Lorient et Gare maritime de Lorient |                                                   |                                                   |                                                   |                                                   |                                                   |                                                   |                                                   |                                                   |
| Navette 2 | Autre : |                                                   |                                                   |                                                   |                                                   |                                                   |                                                   |                                                   |                                                   |
| Navette 2 | Dernière actualisation : 28 juin 2025                                                                            |                                                   |                                                   |                                                   |                                                   |                                                   |                                                   |                                                   |                                                   |

### Lignes principales
| Ligne | Caractéristiques | Caractéristiques                                                                 | Caractéristiques                                                                 | Caractéristiques                                                                 | Caractéristiques                                                                 | Caractéristiques                                                                 | Caractéristiques                                                                 | Caractéristiques                                                                 | Caractéristiques                                                                 |
| 10    | Guidel — Plages ⥋ Ploemeur — Kerbernès | Guidel — Plages ⥋ Ploemeur — Kerbernès                                           | Guidel — Plages ⥋ Ploemeur — Kerbernès                                           | Guidel — Plages ⥋ Ploemeur — Kerbernès                                           | Guidel — Plages ⥋ Ploemeur — Kerbernès                                           | Guidel — Plages ⥋ Ploemeur — Kerbernès                                           | Guidel — Plages ⥋ Ploemeur — Kerbernès                                           | Guidel — Plages ⥋ Ploemeur — Kerbernès                                           | Guidel — Plages ⥋ Ploemeur — Kerbernès                                           |
| ----- | --- | -------------------------------------------------------------------------------- | -------------------------------------------------------------------------------- | -------------------------------------------------------------------------------- | -------------------------------------------------------------------------------- | -------------------------------------------------------------------------------- | -------------------------------------------------------------------------------- | -------------------------------------------------------------------------------- | -------------------------------------------------------------------------------- |
| 10    | Ouverture / Fermeture 7 janvier 2019 / — | Longueur —                                                                       | Durée 57 min                                                                     | Nb. d’arrêts 55                                                                  | Matériel Standards Articulés                                                     | Jours de fonctionnement L, Ma, Me, J, V, S, D                                    | Jour / Soir / Nuit / Fêtes O / O / N / O                                         | Voy. / an —                                                                      | Exploitant RATP Dev                                                              |
| 10    | Desserte : - Ville et lieux desservis : Guidel, Quéven, Lorient et Ploemeur - Gares desservies : Gare de Lorient. |                                                                                  |                                                                                  |                                                                                  |                                                                                  |                                                                                  |                                                                                  |                                                                                  |                                                                                  |
| 10    | Autre : - Amplitudes horaires : La ligne fonctionne du lundi au jeudi de 6 h 5 à 20 h 50, le vendredi jusqu'à 23 h 55, le samedi de 7 h 5 à 23 h 50 et les dimanches et fêtes de 9 h 25 à 19 h 20 environ. - Particularités : En soirée, les services sont assurés par CTM. - Date de dernière mise à jour : 7 septembre 2024. |                                                                                  |                                                                                  |                                                                                  |                                                                                  |                                                                                  |                                                                                  |                                                                                  |                                                                                  |
| 10    | Dernière actualisation : — |                                                                                  |                                                                                  |                                                                                  |                                                                                  |                                                                                  |                                                                                  |                                                                                  |                                                                                  |
| 11    | Cléguer — La Croix Rouge ⥋ Lorient — Gare Maritime | Cléguer — La Croix Rouge ⥋ Lorient — Gare Maritime                               | Cléguer — La Croix Rouge ⥋ Lorient — Gare Maritime                               | Cléguer — La Croix Rouge ⥋ Lorient — Gare Maritime                               | Cléguer — La Croix Rouge ⥋ Lorient — Gare Maritime                               | Cléguer — La Croix Rouge ⥋ Lorient — Gare Maritime                               | Cléguer — La Croix Rouge ⥋ Lorient — Gare Maritime                               | Cléguer — La Croix Rouge ⥋ Lorient — Gare Maritime                               | Cléguer — La Croix Rouge ⥋ Lorient — Gare Maritime                               |
| 11    | Ouverture / Fermeture 7 janvier 2019 / — | Longueur —                                                                       | Durée —                                                                          | Nb. d’arrêts —                                                                   | Matériel Standards                                                               | Jours de fonctionnement L, Ma, Me, J, V, S, D                                    | Jour / Soir / Nuit / Fêtes O / N / N / O                                         | Voy. / an —                                                                      | Exploitant RATP Dev                                                              |
| 11    | Desserte : - Ville et lieux desservis : Cléguer, Caudan, Lanester et Lorient - Gares desservies : Gare de Lorient. |                                                                                  |                                                                                  |                                                                                  |                                                                                  |                                                                                  |                                                                                  |                                                                                  |                                                                                  |
| 11    | Autre : - Amplitudes horaires : La ligne fonctionne du lundi au samedi de 6 h 25 à 20 h 50 et les dimanches et fêtes de 8 h 55 à 19 h 55 environ. - Modification au 23 avril 2019 : Le trajet de la ligne évolue à Caudan (remise en service d'arrêts supprimés en janvier) et Lorient (passage par la gare d'échanges). - Date de dernière mise à jour : 7 septembre 2024.                                                                     |                                                                                  |                                                                                  |                                                                                  |                                                                                  |                                                                                  |                                                                                  |                                                                                  |                                                                                  |
| 11    | Dernière actualisation : — |                                                                                  |                                                                                  |                                                                                  |                                                                                  |                                                                                  |                                                                                  |                                                                                  |                                                                                  |
| 13    | Lorient — Kérulvé ⥋ Lorient — Port de Pêche | Lorient — Kérulvé ⥋ Lorient — Port de Pêche                                      | Lorient — Kérulvé ⥋ Lorient — Port de Pêche                                      | Lorient — Kérulvé ⥋ Lorient — Port de Pêche                                      | Lorient — Kérulvé ⥋ Lorient — Port de Pêche                                      | Lorient — Kérulvé ⥋ Lorient — Port de Pêche                                      | Lorient — Kérulvé ⥋ Lorient — Port de Pêche                                      | Lorient — Kérulvé ⥋ Lorient — Port de Pêche                                      | Lorient — Kérulvé ⥋ Lorient — Port de Pêche                                      |
| 13    | Ouverture / Fermeture 7 janvier 2019 / — | Longueur —                                                                       | Durée —                                                                          | Nb. d’arrêts —                                                                   | Matériel Standards                                                               | Jours de fonctionnement L, Ma, Me, J, V, S, D                                    | Jour / Soir / Nuit / Fêtes O / O / N / O                                         | Voy. / an —                                                                      | Exploitant RATP Dev                                                              |
| 13    | Desserte : - Ville et lieux desservis : Lorient - Gares desservies : Gare de Lorient. |                                                                                  |                                                                                  |                                                                                  |                                                                                  |                                                                                  |                                                                                  |                                                                                  |                                                                                  |
| 13    | Autre : - Amplitudes horaires : La ligne fonctionne du lundi au vendredi de 6 h 30 à 19 h 50 et le samedi à partir de 6 h 40 environ. - Modification au 23 avril 2019 : La ligne dessert la rue Carnot à Lorient, dont la desserte avait été supprimée en janvier et abandonne celle de la Gare maritime à la nouvelle ligne 112. - Date de dernière mise à jour : 7 septembre 2024.                                                            |                                                                                  |                                                                                  |                                                                                  |                                                                                  |                                                                                  |                                                                                  |                                                                                  |                                                                                  |
| 13    | Dernière actualisation : — |                                                                                  |                                                                                  |                                                                                  |                                                                                  |                                                                                  |                                                                                  |                                                                                  |                                                                                  |
| 15    | Port-Louis — La Pointe ⥋ Riantec — Kervignec | Port-Louis — La Pointe ⥋ Riantec — Kervignec                                     | Port-Louis — La Pointe ⥋ Riantec — Kervignec                                     | Port-Louis — La Pointe ⥋ Riantec — Kervignec                                     | Port-Louis — La Pointe ⥋ Riantec — Kervignec                                     | Port-Louis — La Pointe ⥋ Riantec — Kervignec                                     | Port-Louis — La Pointe ⥋ Riantec — Kervignec                                     | Port-Louis — La Pointe ⥋ Riantec — Kervignec                                     | Port-Louis — La Pointe ⥋ Riantec — Kervignec                                     |
| 15    | Ouverture / Fermeture 7 janvier 2019 / — | Longueur —                                                                       | Durée 13 min                                                                     | Nb. d’arrêts 15                                                                  | Matériel Standards                                                               | Jours de fonctionnement L, Ma, Me, J, V, S                                       | Jour / Soir / Nuit / Fêtes O / O / N / N                                         | Voy. / an —                                                                      | Exploitant RATP Dev                                                              |
| 15    | Desserte : - Ville et lieux desservis : Port-Louis et Riantec - Gares desservies : Aucune. |                                                                                  |                                                                                  |                                                                                  |                                                                                  |                                                                                  |                                                                                  |                                                                                  |                                                                                  |
| 15    | Autre : - Date de dernière mise à jour : 7 septembre 2024. |                                                                                  |                                                                                  |                                                                                  |                                                                                  |                                                                                  |                                                                                  |                                                                                  |                                                                                  |
| 15    | Dernière actualisation : — |                                                                                  |                                                                                  |                                                                                  |                                                                                  |                                                                                  |                                                                                  |                                                                                  |                                                                                  |
| 16    | Locmiquélic — Pen Mané ⥋ Port-Louis — La Pointe (Locmalo les dimanches et fêtes) | Locmiquélic — Pen Mané ⥋ Port-Louis — La Pointe (Locmalo les dimanches et fêtes) | Locmiquélic — Pen Mané ⥋ Port-Louis — La Pointe (Locmalo les dimanches et fêtes) | Locmiquélic — Pen Mané ⥋ Port-Louis — La Pointe (Locmalo les dimanches et fêtes) | Locmiquélic — Pen Mané ⥋ Port-Louis — La Pointe (Locmalo les dimanches et fêtes) | Locmiquélic — Pen Mané ⥋ Port-Louis — La Pointe (Locmalo les dimanches et fêtes) | Locmiquélic — Pen Mané ⥋ Port-Louis — La Pointe (Locmalo les dimanches et fêtes) | Locmiquélic — Pen Mané ⥋ Port-Louis — La Pointe (Locmalo les dimanches et fêtes) | Locmiquélic — Pen Mané ⥋ Port-Louis — La Pointe (Locmalo les dimanches et fêtes) |
| 16    | Ouverture / Fermeture 7 janvier 2019 / — | Longueur —                                                                       | Durée —                                                                          | Nb. d’arrêts —                                                                   | Matériel Standards                                                               | Jours de fonctionnement L, Ma, Me, J, V, S, D                                    | Jour / Soir / Nuit / Fêtes O / N / N / O                                         | Voy. / an —                                                                      | Exploitant RATP Dev                                                              |
| 16    | Desserte : - Ville et lieux desservis : Locmiquélic et Port-Louis - Gares desservies : Aucune. |                                                                                  |                                                                                  |                                                                                  |                                                                                  |                                                                                  |                                                                                  |                                                                                  |                                                                                  |
| 16    | Autre : - Amplitudes horaires : La ligne fonctionne du lundi au vendredi de 6 h 15 à 20 h 41, le samedi à partir de 7 h 13 et les dimanches et fêtes de 9 h 14 à 19 h 38 environ. - Particularités : Les dimanches et fêtes, la ligne reprend le tronçon La Pointe-Locmalo de la ligne 15, qui ne circule pas ces jours là, afin d'assurer la correspondance avec le bateau-bus pour Gâvres. - Date de dernière mise à jour : 7 septembre 2024. |                                                                                  |                                                                                  |                                                                                  |                                                                                  |                                                                                  |                                                                                  |                                                                                  |                                                                                  |
| 16    | Dernière actualisation : — |                                                                                  |                                                                                  |                                                                                  |                                                                                  |                                                                                  |                                                                                  |                                                                                  |                                                                                  |
| 17    | Locmiquélic — Pen Mané ⥋ Riantec — Kervignec | Locmiquélic — Pen Mané ⥋ Riantec — Kervignec                                     | Locmiquélic — Pen Mané ⥋ Riantec — Kervignec                                     | Locmiquélic — Pen Mané ⥋ Riantec — Kervignec                                     | Locmiquélic — Pen Mané ⥋ Riantec — Kervignec                                     | Locmiquélic — Pen Mané ⥋ Riantec — Kervignec                                     | Locmiquélic — Pen Mané ⥋ Riantec — Kervignec                                     | Locmiquélic — Pen Mané ⥋ Riantec — Kervignec                                     | Locmiquélic — Pen Mané ⥋ Riantec — Kervignec                                     |
| 17    | Ouverture / Fermeture 29 juin 2020 / — | Longueur —                                                                       | Durée 12 min                                                                     | Nb. d’arrêts 14                                                                  | Matériel Standards                                                               | Jours de fonctionnement L, Ma, Me, J, V, S, D                                    | Jour / Soir / Nuit / Fêtes O / O / N / O                                         | Voy. / an —                                                                      | Exploitant RATP Dev                                                              |
| 17    | Desserte : - Ville et lieux desservis : Locmiquélic et Riantec - Gares desservies : Aucune. |                                                                                  |                                                                                  |                                                                                  |                                                                                  |                                                                                  |                                                                                  |                                                                                  |                                                                                  |
| 17    | Autre : - Amplitudes horaires : La ligne fonctionne du lundi au vendredi de 6 h 16 à 20 h 41, le samedi à partir de 7 h 16 et les dimanches et fêtes de 9 h 18 à 19 h 40 environ. - Date de dernière mise à jour : 7 septembre 2024. |                                                                                  |                                                                                  |                                                                                  |                                                                                  |                                                                                  |                                                                                  |                                                                                  |                                                                                  |
| 17    | Dernière actualisation : — |                                                                                  |                                                                                  |                                                                                  |                                                                                  |                                                                                  |                                                                                  |                                                                                  |                                                                                  |

### Lignes de proximité
| Ligne | Caractéristiques | Caractéristiques                                      | Caractéristiques                                      | Caractéristiques                                      | Caractéristiques                                      | Caractéristiques                                      | Caractéristiques                                      | Caractéristiques                                      | Caractéristiques                                      |
| 31    | Lanester — Le Resto ⥋ Lanester — Parc des Expositions | Lanester — Le Resto ⥋ Lanester — Parc des Expositions | Lanester — Le Resto ⥋ Lanester — Parc des Expositions | Lanester — Le Resto ⥋ Lanester — Parc des Expositions | Lanester — Le Resto ⥋ Lanester — Parc des Expositions | Lanester — Le Resto ⥋ Lanester — Parc des Expositions | Lanester — Le Resto ⥋ Lanester — Parc des Expositions | Lanester — Le Resto ⥋ Lanester — Parc des Expositions | Lanester — Le Resto ⥋ Lanester — Parc des Expositions |
| ----- | --- | ----------------------------------------------------- | ----------------------------------------------------- | ----------------------------------------------------- | ----------------------------------------------------- | ----------------------------------------------------- | ----------------------------------------------------- | ----------------------------------------------------- | ----------------------------------------------------- |
| 31    | Ouverture / Fermeture 7 janvier 2019 / — | Longueur —                                            | Durée 35 min                                          | Nb. d’arrêts 27                                       | Matériel Standards                                    | Jours de fonctionnement L, Ma, Me, J, V, S            | Jour / Soir / Nuit / Fêtes O / N / N / N              | Voy. / an —                                           | Exploitant RATP Dev                                   |
| 31    | Desserte : - Ville et lieux desservis : Lanester - Gares desservies : Aucune. |                                                       |                                                       |                                                       |                                                       |                                                       |                                                       |                                                       |                                                       |
| 31    | Autre : - Particularités : De nombreux services en semaine ne fonctionnent qu'entre les arrêts Le Resto et Rue du Blavet. - Date de dernière mise à jour : 8 septembre 2024. |                                                       |                                                       |                                                       |                                                       |                                                       |                                                       |                                                       |                                                       |
| 31    | Dernière actualisation : — |                                                       |                                                       |                                                       |                                                       |                                                       |                                                       |                                                       |                                                       |
| 32    | Languidic — Place Guillaume ⥋ Hennebont — Gare SNCF | Languidic — Place Guillaume ⥋ Hennebont — Gare SNCF   | Languidic — Place Guillaume ⥋ Hennebont — Gare SNCF   | Languidic — Place Guillaume ⥋ Hennebont — Gare SNCF   | Languidic — Place Guillaume ⥋ Hennebont — Gare SNCF   | Languidic — Place Guillaume ⥋ Hennebont — Gare SNCF   | Languidic — Place Guillaume ⥋ Hennebont — Gare SNCF   | Languidic — Place Guillaume ⥋ Hennebont — Gare SNCF   | Languidic — Place Guillaume ⥋ Hennebont — Gare SNCF   |
| 32    | Ouverture / Fermeture 7 janvier 2019 / — | Longueur —                                            | Durée 30 min                                          | Nb. d’arrêts 29                                       | Matériel Standards                                    | Jours de fonctionnement L, Ma, Me, J, V, S, D         | Jour / Soir / Nuit / Fêtes O / N / N / O              | Voy. / an —                                           | Exploitant RATP Dev                                   |
| 32    | Desserte : - Ville et lieux desservis : Languidic et Hennebont - Gares desservies : Gare d'Hennebont. |                                                       |                                                       |                                                       |                                                       |                                                       |                                                       |                                                       |                                                       |
| 32    | Autre : - Date de dernière mise à jour : 8 septembre 2024. |                                                       |                                                       |                                                       |                                                       |                                                       |                                                       |                                                       |                                                       |
| 32    | Dernière actualisation : — |                                                       |                                                       |                                                       |                                                       |                                                       |                                                       |                                                       |                                                       |
| 33    | Ploemeur — Fort Bloqué ⥋ Ploemeur — Kerjoël | Ploemeur — Fort Bloqué ⥋ Ploemeur — Kerjoël           | Ploemeur — Fort Bloqué ⥋ Ploemeur — Kerjoël           | Ploemeur — Fort Bloqué ⥋ Ploemeur — Kerjoël           | Ploemeur — Fort Bloqué ⥋ Ploemeur — Kerjoël           | Ploemeur — Fort Bloqué ⥋ Ploemeur — Kerjoël           | Ploemeur — Fort Bloqué ⥋ Ploemeur — Kerjoël           | Ploemeur — Fort Bloqué ⥋ Ploemeur — Kerjoël           | Ploemeur — Fort Bloqué ⥋ Ploemeur — Kerjoël           |
| 33    | Ouverture / Fermeture 7 janvier 2019 / — | Longueur —                                            | Durée 12 min                                          | Nb. d’arrêts 14                                       | Matériel Standards                                    | Jours de fonctionnement L, Ma, Me, J, V, S, D         | Jour / Soir / Nuit / Fêtes O / N / N / O              | Voy. / an —                                           | Exploitant RATP Dev                                   |
| 33    | Desserte : - Ville et lieux desservis : Ploemeur - Gares desservies : Aucune. |                                                       |                                                       |                                                       |                                                       |                                                       |                                                       |                                                       |                                                       |
| 33    | Autre : - Date de dernière mise à jour : 8 septembre 2024. |                                                       |                                                       |                                                       |                                                       |                                                       |                                                       |                                                       |                                                       |
| 33    | Dernière actualisation : — |                                                       |                                                       |                                                       |                                                       |                                                       |                                                       |                                                       |                                                       |
| 34    | Languidic — Tréauray ⥋ Hennebont — Gare SNCF | Languidic — Tréauray ⥋ Hennebont — Gare SNCF          | Languidic — Tréauray ⥋ Hennebont — Gare SNCF          | Languidic — Tréauray ⥋ Hennebont — Gare SNCF          | Languidic — Tréauray ⥋ Hennebont — Gare SNCF          | Languidic — Tréauray ⥋ Hennebont — Gare SNCF          | Languidic — Tréauray ⥋ Hennebont — Gare SNCF          | Languidic — Tréauray ⥋ Hennebont — Gare SNCF          | Languidic — Tréauray ⥋ Hennebont — Gare SNCF          |
| 34    | Ouverture / Fermeture 7 janvier 2019 / — | Longueur —                                            | Durée 25 min                                          | Nb. d’arrêts 22                                       | Matériel Minibus Standards                            | Jours de fonctionnement L, Ma, Me, J, V, S, D         | Jour / Soir / Nuit / Fêtes O / N / N / O              | Voy. / an —                                           | Exploitant RATP Dev                                   |
| 34    | Desserte : - Ville et lieux desservis : Languidic, Brandérion et Hennebont - Gares desservies : Gare d'Hennebont. |                                                       |                                                       |                                                       |                                                       |                                                       |                                                       |                                                       |                                                       |
| 34    | Autre : - Particularités : Du lundi au vendredi en période scolaire, certains services desservent le lycée Émile-Zola d'Hennebont. - Date de dernière mise à jour : 8 septembre 2024. |                                                       |                                                       |                                                       |                                                       |                                                       |                                                       |                                                       |                                                       |
| 34    | Dernière actualisation : — |                                                       |                                                       |                                                       |                                                       |                                                       |                                                       |                                                       |                                                       |
| 35    | Groix — Le Bourg ⥋ Desserte de l'île de Groix | Groix — Le Bourg ⥋ Desserte de l'île de Groix         | Groix — Le Bourg ⥋ Desserte de l'île de Groix         | Groix — Le Bourg ⥋ Desserte de l'île de Groix         | Groix — Le Bourg ⥋ Desserte de l'île de Groix         | Groix — Le Bourg ⥋ Desserte de l'île de Groix         | Groix — Le Bourg ⥋ Desserte de l'île de Groix         | Groix — Le Bourg ⥋ Desserte de l'île de Groix         | Groix — Le Bourg ⥋ Desserte de l'île de Groix         |
| 35    | Ouverture / Fermeture 7 janvier 2019 / — | Longueur —                                            | Durée —                                               | Nb. d’arrêts 34                                       | Matériel —                                            | Jours de fonctionnement L, Ma, Me, J, V, S, D         | Jour / Soir / Nuit / Fêtes O / N / N / O              | Voy. / an —                                           | Exploitant RATP Dev                                   |
| 35    | Desserte : - Ville et lieux desservis : Groix - Gares desservies : Aucune. |                                                       |                                                       |                                                       |                                                       |                                                       |                                                       |                                                       |                                                       |
| 35    | Autre : - Amplitudes horaires : La ligne fonctionne du lundi au samedi toute l'année, ainsi que les dimanches et fêtes d'avril à septembre à raison d'un aller/retour par jour. Son fonctionnement est calqué sur les horaires des bateaux vers le continent. - Fonctionnement : - À l'arrivée depuis le bateau : Pas de réservation, le bus s'arrête sur demande à n'importe quel arrêt de l'île ; - À destination du Bourg : Une réservation doit être effectuée pour un trajet au départ d'un arrêt de l'île ; chaque matin un aller-retour est possible entre les arrêts du bourg. - Date de dernière mise à jour : 8 septembre 2024. |                                                       |                                                       |                                                       |                                                       |                                                       |                                                       |                                                       |                                                       |
| 35    | Dernière actualisation : — |                                                       |                                                       |                                                       |                                                       |                                                       |                                                       |                                                       |                                                       |
| 37    | Ploemeur — Le Courégant ⥋ Ploemeur — Saint-Déron | Ploemeur — Le Courégant ⥋ Ploemeur — Saint-Déron      | Ploemeur — Le Courégant ⥋ Ploemeur — Saint-Déron      | Ploemeur — Le Courégant ⥋ Ploemeur — Saint-Déron      | Ploemeur — Le Courégant ⥋ Ploemeur — Saint-Déron      | Ploemeur — Le Courégant ⥋ Ploemeur — Saint-Déron      | Ploemeur — Le Courégant ⥋ Ploemeur — Saint-Déron      | Ploemeur — Le Courégant ⥋ Ploemeur — Saint-Déron      | Ploemeur — Le Courégant ⥋ Ploemeur — Saint-Déron      |
| 37    | Ouverture / Fermeture 23 avril 2019 / — | Longueur —                                            | Durée 23 min                                          | Nb. d’arrêts 18                                       | Matériel Standards                                    | Jours de fonctionnement L, Ma, Me, J, V, S, D         | Jour / Soir / Nuit / Fêtes O / N / N / O              | Voy. / an —                                           | Exploitant RATP Dev                                   |
| 37    | Desserte : - Ville et lieux desservis : Ploemeur - Gares desservies : Aucune. |                                                       |                                                       |                                                       |                                                       |                                                       |                                                       |                                                       |                                                       |
| 37    | Autre : - Date de dernière mise à jour : 8 septembre 2024. |                                                       |                                                       |                                                       |                                                       |                                                       |                                                       |                                                       |                                                       |
| 37    | Dernière actualisation : — |                                                       |                                                       |                                                       |                                                       |                                                       |                                                       |                                                       |                                                       |

### Lignes express
| Ligne | Caractéristiques | Caractéristiques                                   | Caractéristiques                                   | Caractéristiques                                   | Caractéristiques                                   | Caractéristiques                                   | Caractéristiques                                   | Caractéristiques                                   | Caractéristiques                                   |
| 40E   | Plouay — Gare routière ⥋ Lorient — Gare d'échanges | Plouay — Gare routière ⥋ Lorient — Gare d'échanges | Plouay — Gare routière ⥋ Lorient — Gare d'échanges | Plouay — Gare routière ⥋ Lorient — Gare d'échanges | Plouay — Gare routière ⥋ Lorient — Gare d'échanges | Plouay — Gare routière ⥋ Lorient — Gare d'échanges | Plouay — Gare routière ⥋ Lorient — Gare d'échanges | Plouay — Gare routière ⥋ Lorient — Gare d'échanges | Plouay — Gare routière ⥋ Lorient — Gare d'échanges |
| ----- | --- | -------------------------------------------------- | -------------------------------------------------- | -------------------------------------------------- | -------------------------------------------------- | -------------------------------------------------- | -------------------------------------------------- | -------------------------------------------------- | -------------------------------------------------- |
| 40E   | Ouverture / Fermeture 7 janvier 2019 / — | Longueur —                                         | Durée —                                            | Nb. d’arrêts —                                     | Matériel Autocars                                  | Jours de fonctionnement L, Ma, Me, J, V, S, D      | Jour / Soir / Nuit / Fêtes O / N / N / O           | Voy. / an —                                        | Exploitant RATP Dev                                |
| 40E   | Desserte : - Ville et lieux desservis : Plouay, Lanester et Lorient - Gares desservies : Gare de Lorient. |                                                    |                                                    |                                                    |                                                    |                                                    |                                                    |                                                    |                                                    |
| 40E   | Autre : - Particularités : Du lundi au vendredi, la ligne est prolongée jusqu'à l'arrêt Les Ormes aux heures de début et de fin des cours des lycées de Lorient. - Date de dernière mise à jour : 8 septembre 2024. |                                                    |                                                    |                                                    |                                                    |                                                    |                                                    |                                                    |                                                    |
| 40E   | Dernière actualisation : — |                                                    |                                                    |                                                    |                                                    |                                                    |                                                    |                                                    |                                                    |
| 41E   | Inzinzac-Lochrist — Mané Bihan ⥋ Lorient — Lycées | Inzinzac-Lochrist — Mané Bihan ⥋ Lorient — Lycées  | Inzinzac-Lochrist — Mané Bihan ⥋ Lorient — Lycées  | Inzinzac-Lochrist — Mané Bihan ⥋ Lorient — Lycées  | Inzinzac-Lochrist — Mané Bihan ⥋ Lorient — Lycées  | Inzinzac-Lochrist — Mané Bihan ⥋ Lorient — Lycées  | Inzinzac-Lochrist — Mané Bihan ⥋ Lorient — Lycées  | Inzinzac-Lochrist — Mané Bihan ⥋ Lorient — Lycées  | Inzinzac-Lochrist — Mané Bihan ⥋ Lorient — Lycées  |
| 41E   | Ouverture / Fermeture 7 janvier 2019 / — | Longueur —                                         | Durée 48 min                                       | Nb. d’arrêts 27                                    | Matériel Autocars Minibus                          | Jours de fonctionnement L, Ma, Me, J, V            | Jour / Soir / Nuit / Fêtes O / N / N / N           | Voy. / an —                                        | Exploitant RATP Dev                                |
| 41E   | Desserte : - Ville et lieux desservis : Inzinzac-Lochrist, Hennebont, Lanester et Lorient - Gares desservies : Gare de Lorient.                                                                                     |                                                    |                                                    |                                                    |                                                    |                                                    |                                                    |                                                    |                                                    |
| 41E   | Autre : - Date de dernière mise à jour : 8 septembre 2024. |                                                    |                                                    |                                                    |                                                    |                                                    |                                                    |                                                    |                                                    |
| 41E   | Dernière actualisation : — |                                                    |                                                    |                                                    |                                                    |                                                    |                                                    |                                                    |                                                    |
| 42E   | Languidic — Kergonan ⥋ Lorient — Lycées | Languidic — Kergonan ⥋ Lorient — Lycées            | Languidic — Kergonan ⥋ Lorient — Lycées            | Languidic — Kergonan ⥋ Lorient — Lycées            | Languidic — Kergonan ⥋ Lorient — Lycées            | Languidic — Kergonan ⥋ Lorient — Lycées            | Languidic — Kergonan ⥋ Lorient — Lycées            | Languidic — Kergonan ⥋ Lorient — Lycées            | Languidic — Kergonan ⥋ Lorient — Lycées            |
| 42E   | Ouverture / Fermeture 7 janvier 2019 / — | Longueur —                                         | Durée 48 min                                       | Nb. d’arrêts 25                                    | Matériel Autocars Standards                        | Jours de fonctionnement L, Ma, Me, J, V, S         | Jour / Soir / Nuit / Fêtes O / N / N / N           | Voy. / an —                                        | Exploitant RATP Dev                                |
| 42E   | Desserte : - Ville et lieux desservis : Languidic et Lorient - Gares desservies : Gare de Lorient. |                                                    |                                                    |                                                    |                                                    |                                                    |                                                    |                                                    |                                                    |
| 42E   | Autre : - Date de dernière mise à jour : 8 septembre 2024. |                                                    |                                                    |                                                    |                                                    |                                                    |                                                    |                                                    |                                                    |
| 42E   | Dernière actualisation : — |                                                    |                                                    |                                                    |                                                    |                                                    |                                                    |                                                    |                                                    |

### Lignes estivales
| Ligne | Caractéristiques | Caractéristiques                                        | Caractéristiques                                        | Caractéristiques                                        | Caractéristiques                                        | Caractéristiques                                        | Caractéristiques                                        | Caractéristiques                                        | Caractéristiques                                        |
| 50    | Lorient — Gare SNCF ⥋ Quéven — Clairière | Lorient — Gare SNCF ⥋ Quéven — Clairière                | Lorient — Gare SNCF ⥋ Quéven — Clairière                | Lorient — Gare SNCF ⥋ Quéven — Clairière                | Lorient — Gare SNCF ⥋ Quéven — Clairière                | Lorient — Gare SNCF ⥋ Quéven — Clairière                | Lorient — Gare SNCF ⥋ Quéven — Clairière                | Lorient — Gare SNCF ⥋ Quéven — Clairière                | Lorient — Gare SNCF ⥋ Quéven — Clairière                |
| ----- | --- | ------------------------------------------------------- | ------------------------------------------------------- | ------------------------------------------------------- | ------------------------------------------------------- | ------------------------------------------------------- | ------------------------------------------------------- | ------------------------------------------------------- | ------------------------------------------------------- |
| 50    | Ouverture / Fermeture 1er juillet 2019 / — | Longueur —                                              | Durée 89 min                                            | Nb. d’arrêts 60                                         | Matériel Articulés Standards                            | Jours de fonctionnement L, Ma, Me, J, V, S, D           | Jour / Soir / Nuit / Fêtes O / N / N / O                | Voy. / an —                                             | Exploitant RD Lorient Agglomération CTM BSA Rougé       |
| 50    | Desserte : - Ville et lieux desservis : Lorient, Ploemeur, Guidel, Gestel et Quéven - Gares desservies : Gare de Lorient et Gare de Gestel, à l'arrêt Gestel Mairie. |                                                         |                                                         |                                                         |                                                         |                                                         |                                                         |                                                         |                                                         |
| 50    | Autre : - Amplitudes horaires : La ligne fonctionne tous les jours de début juillet à fin septembre de 13 h 25 à 19 h 45 environ. - Particularités: Service assuré en été uniquement, pour la desserte des plages de Ploemeur et de Quéven. - Date de dernière mise à jour : 21 juin 2019. |                                                         |                                                         |                                                         |                                                         |                                                         |                                                         |                                                         |                                                         |
| 50    | Dernière actualisation : — |                                                         |                                                         |                                                         |                                                         |                                                         |                                                         |                                                         |                                                         |
| 51    | Inzinzac-Lochrist — Mané Bihan ⥋ Port-Louis — La Pointe | Inzinzac-Lochrist — Mané Bihan ⥋ Port-Louis — La Pointe | Inzinzac-Lochrist — Mané Bihan ⥋ Port-Louis — La Pointe | Inzinzac-Lochrist — Mané Bihan ⥋ Port-Louis — La Pointe | Inzinzac-Lochrist — Mané Bihan ⥋ Port-Louis — La Pointe | Inzinzac-Lochrist — Mané Bihan ⥋ Port-Louis — La Pointe | Inzinzac-Lochrist — Mané Bihan ⥋ Port-Louis — La Pointe | Inzinzac-Lochrist — Mané Bihan ⥋ Port-Louis — La Pointe | Inzinzac-Lochrist — Mané Bihan ⥋ Port-Louis — La Pointe |
| 51    | Ouverture / Fermeture 1er juillet 2019 / — | Longueur —                                              | Durée 48 min                                            | Nb. d’arrêts 12                                         | Matériel —                                              | Jours de fonctionnement L, Ma, Me, J, V, S, D           | Jour / Soir / Nuit / Fêtes O / N / N / O                | Voy. / an —                                             | Exploitant Rougé                                        |
| 51    | Desserte : - Ville et lieux desservis : Inzinzac-Lochrist, Hennebont et Port-Louis - Gares desservies : Aucune. |                                                         |                                                         |                                                         |                                                         |                                                         |                                                         |                                                         |                                                         |
| 51    | Autre : - Amplitudes horaires : La ligne fonctionne tous les jours de début juillet à fin septembre à raison d'un aller-retour par jour. - Particularités: Service assuré en été uniquement, pour la desserte de Port-Louis depuis le nord de l'agglomération, avec un itinéraire express par les voies rapides et en desservant un nombre réduit d'arrêts. - Date de dernière mise à jour : 21 juin 2019. |                                                         |                                                         |                                                         |                                                         |                                                         |                                                         |                                                         |                                                         |
| 51    | Dernière actualisation : — |                                                         |                                                         |                                                         |                                                         |                                                         |                                                         |                                                         |                                                         |
| 52    | Quistinic — Poul Fétan ⥋ Lorient — Gare SNCF | Quistinic — Poul Fétan ⥋ Lorient — Gare SNCF            | Quistinic — Poul Fétan ⥋ Lorient — Gare SNCF            | Quistinic — Poul Fétan ⥋ Lorient — Gare SNCF            | Quistinic — Poul Fétan ⥋ Lorient — Gare SNCF            | Quistinic — Poul Fétan ⥋ Lorient — Gare SNCF            | Quistinic — Poul Fétan ⥋ Lorient — Gare SNCF            | Quistinic — Poul Fétan ⥋ Lorient — Gare SNCF            | Quistinic — Poul Fétan ⥋ Lorient — Gare SNCF            |
| 52    | Ouverture / Fermeture 1er juillet 2019 / — | Longueur —                                              | Durée 55 min                                            | Nb. d’arrêts 3                                          | Matériel —                                              | Jours de fonctionnement Ma, S                           | Jour / Soir / Nuit / Fêtes O / N / N / N                | Voy. / an —                                             | Exploitant Rougé                                        |
| 52    | Desserte : - Ville et lieux desservis : Quistinic, Languidic et Lorient - Gares desservies : gare de Lorient |                                                         |                                                         |                                                         |                                                         |                                                         |                                                         |                                                         |                                                         |
| 52    | Autre : - Amplitudes horaires : La ligne fonctionne les mardis et samedis de début juillet à fin septembre à raison d'un aller-retour par jour. - Particularités: Service assuré en été uniquement, pour assurer une liaison express entre l'est de l'agglomération et la gare de Lorient, par les voies rapides et avec un nombre réduit d'arrêts. - Date de dernière mise à jour : 21 juin 2019.         |                                                         |                                                         |                                                         |                                                         |                                                         |                                                         |                                                         |                                                         |
| 52    | Dernière actualisation : — |                                                         |                                                         |                                                         |                                                         |                                                         |                                                         |                                                         |                                                         |

### Lignes de correspondance
| Ligne | Caractéristiques | Caractéristiques                                                                  | Caractéristiques                                                                  | Caractéristiques                                                                  | Caractéristiques                                                                  | Caractéristiques                                                                  | Caractéristiques                                                                  | Caractéristiques                                                                  | Caractéristiques                                                                  |
| 100   | Caudan — Hôpital Charcot ⥋ Caudan — Mairie | Caudan — Hôpital Charcot ⥋ Caudan — Mairie                                        | Caudan — Hôpital Charcot ⥋ Caudan — Mairie                                        | Caudan — Hôpital Charcot ⥋ Caudan — Mairie                                        | Caudan — Hôpital Charcot ⥋ Caudan — Mairie                                        | Caudan — Hôpital Charcot ⥋ Caudan — Mairie                                        | Caudan — Hôpital Charcot ⥋ Caudan — Mairie                                        | Caudan — Hôpital Charcot ⥋ Caudan — Mairie                                        | Caudan — Hôpital Charcot ⥋ Caudan — Mairie                                        |
| ----- | --- | --------------------------------------------------------------------------------- | --------------------------------------------------------------------------------- | --------------------------------------------------------------------------------- | --------------------------------------------------------------------------------- | --------------------------------------------------------------------------------- | --------------------------------------------------------------------------------- | --------------------------------------------------------------------------------- | --------------------------------------------------------------------------------- |
| 100   | Ouverture / Fermeture 7 janvier 2019 / — | Longueur —                                                                        | Durée 8 min                                                                       | Nb. d’arrêts 7                                                                    | Matériel —                                                                        | Jours de fonctionnement L, Ma, Me, J, V, S                                        | Jour / Soir / Nuit / Fêtes O / N / N / N                                          | Voy. / an —                                                                       | Exploitant CTM                                                                    |
| 100   | Desserte : - Ville et lieux desservis : Caudan - Gares desservies : Aucune. |                                                                                   |                                                                                   |                                                                                   |                                                                                   |                                                                                   |                                                                                   |                                                                                   |                                                                                   |
| 100   | Autre : - Amplitudes horaires : La ligne fonctionne du lundi au vendredi de 7 h 50 à 19 h 25 et le samedi de 8 h 45 à 18 h 10 environ. - Date de dernière mise à jour : 21 décembre 2018. |                                                                                   |                                                                                   |                                                                                   |                                                                                   |                                                                                   |                                                                                   |                                                                                   |                                                                                   |
| 100   | Dernière actualisation : — |                                                                                   |                                                                                   |                                                                                   |                                                                                   |                                                                                   |                                                                                   |                                                                                   |                                                                                   |
| 101   | Inguiniel — Mairie ⥋ Plouay — Gare routière | Inguiniel — Mairie ⥋ Plouay — Gare routière                                       | Inguiniel — Mairie ⥋ Plouay — Gare routière                                       | Inguiniel — Mairie ⥋ Plouay — Gare routière                                       | Inguiniel — Mairie ⥋ Plouay — Gare routière                                       | Inguiniel — Mairie ⥋ Plouay — Gare routière                                       | Inguiniel — Mairie ⥋ Plouay — Gare routière                                       | Inguiniel — Mairie ⥋ Plouay — Gare routière                                       | Inguiniel — Mairie ⥋ Plouay — Gare routière                                       |
| 101   | Ouverture / Fermeture 7 janvier 2019 / — | Longueur —                                                                        | Durée 11 min                                                                      | Nb. d’arrêts 7                                                                    | Matériel —                                                                        | Jours de fonctionnement L, Ma, Me, J, V, S                                        | Jour / Soir / Nuit / Fêtes O / N / N / N                                          | Voy. / an —                                                                       | Exploitant CTM                                                                    |
| 101   | Desserte : - Ville et lieux desservis : Inguiniel et Plouay - Gares desservies : Aucune. |                                                                                   |                                                                                   |                                                                                   |                                                                                   |                                                                                   |                                                                                   |                                                                                   |                                                                                   |
| 101   | Autre : - Amplitudes horaires : La ligne fonctionne du lundi au vendredi de 6 h 50 à 19 h 25 et le samedi de 8 h 45 à 19 h 5 environ. - Date de dernière mise à jour : 21 décembre 2018. |                                                                                   |                                                                                   |                                                                                   |                                                                                   |                                                                                   |                                                                                   |                                                                                   |                                                                                   |
| 101   | Dernière actualisation : — |                                                                                   |                                                                                   |                                                                                   |                                                                                   |                                                                                   |                                                                                   |                                                                                   |                                                                                   |
| 102   | Lanvaudan — Centre ⥋ Plouay — Gare routière | Lanvaudan — Centre ⥋ Plouay — Gare routière                                       | Lanvaudan — Centre ⥋ Plouay — Gare routière                                       | Lanvaudan — Centre ⥋ Plouay — Gare routière                                       | Lanvaudan — Centre ⥋ Plouay — Gare routière                                       | Lanvaudan — Centre ⥋ Plouay — Gare routière                                       | Lanvaudan — Centre ⥋ Plouay — Gare routière                                       | Lanvaudan — Centre ⥋ Plouay — Gare routière                                       | Lanvaudan — Centre ⥋ Plouay — Gare routière                                       |
| 102   | Ouverture / Fermeture 7 janvier 2019 / — | Longueur —                                                                        | Durée 31 min                                                                      | Nb. d’arrêts 11                                                                   | Matériel —                                                                        | Jours de fonctionnement L, Ma, Me, J, V, S                                        | Jour / Soir / Nuit / Fêtes O / N / N / N                                          | Voy. / an —                                                                       | Exploitant BSA                                                                    |
| 102   | Desserte : - Ville et lieux desservis : Lanvaudan, Calan et Plouay - Gares desservies : Aucune. |                                                                                   |                                                                                   |                                                                                   |                                                                                   |                                                                                   |                                                                                   |                                                                                   |                                                                                   |
| 102   | Autre : - Amplitudes horaires : La ligne fonctionne du lundi au vendredi de 6 h 45 à 19 h 20 et le samedi de 7 h 35 à 19 h 5 environ. - Date de dernière mise à jour : 21 décembre 2018. |                                                                                   |                                                                                   |                                                                                   |                                                                                   |                                                                                   |                                                                                   |                                                                                   |                                                                                   |
| 102   | Dernière actualisation : — |                                                                                   |                                                                                   |                                                                                   |                                                                                   |                                                                                   |                                                                                   |                                                                                   |                                                                                   |
| 103   | Bubry — Centre ⥋ Plouay — Gare routière | Bubry — Centre ⥋ Plouay — Gare routière                                           | Bubry — Centre ⥋ Plouay — Gare routière                                           | Bubry — Centre ⥋ Plouay — Gare routière                                           | Bubry — Centre ⥋ Plouay — Gare routière                                           | Bubry — Centre ⥋ Plouay — Gare routière                                           | Bubry — Centre ⥋ Plouay — Gare routière                                           | Bubry — Centre ⥋ Plouay — Gare routière                                           | Bubry — Centre ⥋ Plouay — Gare routière                                           |
| 103   | Ouverture / Fermeture 7 janvier 2019 / — | Longueur —                                                                        | Durée 24 min                                                                      | Nb. d’arrêts 12                                                                   | Matériel —                                                                        | Jours de fonctionnement L, Ma, Me, J, V, S                                        | Jour / Soir / Nuit / Fêtes O / N / N / N                                          | Voy. / an —                                                                       | Exploitant BSA                                                                    |
| 103   | Desserte : - Ville et lieux desservis : Bubry, Inguiniel et Plouay - Gares desservies : Aucune. |                                                                                   |                                                                                   |                                                                                   |                                                                                   |                                                                                   |                                                                                   |                                                                                   |                                                                                   |
| 103   | Autre : - Amplitudes horaires : La ligne fonctionne du lundi au vendredi de 6 h 35 à 19 h 20 et le samedi de 8 h 35 à 19 h 20 environ. - Date de dernière mise à jour : 21 décembre 2018. |                                                                                   |                                                                                   |                                                                                   |                                                                                   |                                                                                   |                                                                                   |                                                                                   |                                                                                   |
| 103   | Dernière actualisation : — |                                                                                   |                                                                                   |                                                                                   |                                                                                   |                                                                                   |                                                                                   |                                                                                   |                                                                                   |
| 104   | Bubry — Centre ⥋ Inzinzac-Lochrist — Les forges | Bubry — Centre ⥋ Inzinzac-Lochrist — Les forges                                   | Bubry — Centre ⥋ Inzinzac-Lochrist — Les forges                                   | Bubry — Centre ⥋ Inzinzac-Lochrist — Les forges                                   | Bubry — Centre ⥋ Inzinzac-Lochrist — Les forges                                   | Bubry — Centre ⥋ Inzinzac-Lochrist — Les forges                                   | Bubry — Centre ⥋ Inzinzac-Lochrist — Les forges                                   | Bubry — Centre ⥋ Inzinzac-Lochrist — Les forges                                   | Bubry — Centre ⥋ Inzinzac-Lochrist — Les forges                                   |
| 104   | Ouverture / Fermeture 7 janvier 2019 / — | Longueur —                                                                        | Durée 25 min                                                                      | Nb. d’arrêts 12                                                                   | Matériel —                                                                        | Jours de fonctionnement L, Ma, Me, J, V, S                                        | Jour / Soir / Nuit / Fêtes O / N / N / N                                          | Voy. / an —                                                                       | Exploitant Rougé                                                                  |
| 104   | Desserte : - Ville et lieux desservis : Bubry et Inzinzac-Lochrist - Gares desservies : Aucune. |                                                                                   |                                                                                   |                                                                                   |                                                                                   |                                                                                   |                                                                                   |                                                                                   |                                                                                   |
| 104   | Autre : - Amplitudes horaires : La ligne fonctionne du lundi au vendredi de 6 h 15 à 19 h 55 et le samedi de 10 h à 19 h 25 environ. - Date de dernière mise à jour : 21 décembre 2018. |                                                                                   |                                                                                   |                                                                                   |                                                                                   |                                                                                   |                                                                                   |                                                                                   |                                                                                   |
| 104   | Dernière actualisation : — |                                                                                   |                                                                                   |                                                                                   |                                                                                   |                                                                                   |                                                                                   |                                                                                   |                                                                                   |
| 105   | Quistinic — Centre ⥋ Languidic — Place Guillerme | Quistinic — Centre ⥋ Languidic — Place Guillerme                                  | Quistinic — Centre ⥋ Languidic — Place Guillerme                                  | Quistinic — Centre ⥋ Languidic — Place Guillerme                                  | Quistinic — Centre ⥋ Languidic — Place Guillerme                                  | Quistinic — Centre ⥋ Languidic — Place Guillerme                                  | Quistinic — Centre ⥋ Languidic — Place Guillerme                                  | Quistinic — Centre ⥋ Languidic — Place Guillerme                                  | Quistinic — Centre ⥋ Languidic — Place Guillerme                                  |
| 105   | Ouverture / Fermeture 7 janvier 2019 / — | Longueur —                                                                        | Durée 15 min                                                                      | Nb. d’arrêts 6                                                                    | Matériel —                                                                        | Jours de fonctionnement L, Ma, Me, J, V, S                                        | Jour / Soir / Nuit / Fêtes O / N / N / N                                          | Voy. / an —                                                                       | Exploitant Rougé                                                                  |
| 105   | Desserte : - Ville et lieux desservis : Quistinic et Languidic - Gares desservies : Aucune. |                                                                                   |                                                                                   |                                                                                   |                                                                                   |                                                                                   |                                                                                   |                                                                                   |                                                                                   |
| 105   | Autre : - Amplitudes horaires : La ligne fonctionne du lundi au vendredi de 6 h 50 à 19 h 5 et le samedi jusqu'à 19 h 20 environ. - Date de dernière mise à jour : 21 décembre 2018. |                                                                                   |                                                                                   |                                                                                   |                                                                                   |                                                                                   |                                                                                   |                                                                                   |                                                                                   |
| 105   | Dernière actualisation : — |                                                                                   |                                                                                   |                                                                                   |                                                                                   |                                                                                   |                                                                                   |                                                                                   |                                                                                   |
| 107   | Pont-Scorff — Gendarmerie ⥋ Cléguer — Place du puits | Pont-Scorff — Gendarmerie ⥋ Cléguer — Place du puits                              | Pont-Scorff — Gendarmerie ⥋ Cléguer — Place du puits                              | Pont-Scorff — Gendarmerie ⥋ Cléguer — Place du puits                              | Pont-Scorff — Gendarmerie ⥋ Cléguer — Place du puits                              | Pont-Scorff — Gendarmerie ⥋ Cléguer — Place du puits                              | Pont-Scorff — Gendarmerie ⥋ Cléguer — Place du puits                              | Pont-Scorff — Gendarmerie ⥋ Cléguer — Place du puits                              | Pont-Scorff — Gendarmerie ⥋ Cléguer — Place du puits                              |
| 107   | Ouverture / Fermeture 7 janvier 2019 / — | Longueur —                                                                        | Durée 11 min                                                                      | Nb. d’arrêts 10                                                                   | Matériel —                                                                        | Jours de fonctionnement L, Ma, Me, J, V, S                                        | Jour / Soir / Nuit / Fêtes O / N / N / N                                          | Voy. / an —                                                                       | Exploitant Taxis                                                                  |
| 107   | Desserte : - Ville et lieux desservis : Pont-Scorff et Cléguer - Gares desservies : Aucune. |                                                                                   |                                                                                   |                                                                                   |                                                                                   |                                                                                   |                                                                                   |                                                                                   |                                                                                   |
| 107   | Autre : - Amplitudes horaires : La ligne fonctionne du lundi au vendredi de 8 h 25 à 18 h 40 et le samedi de 8 h 20 à 18 h 20 environ. - Date de dernière mise à jour : 21 décembre 2018. |                                                                                   |                                                                                   |                                                                                   |                                                                                   |                                                                                   |                                                                                   |                                                                                   |                                                                                   |
| 107   | Dernière actualisation : — |                                                                                   |                                                                                   |                                                                                   |                                                                                   |                                                                                   |                                                                                   |                                                                                   |                                                                                   |
| 108   | Brandérion — Kerveno ⥋ Brandérion — Gare SNCF | Brandérion — Kerveno ⥋ Brandérion — Gare SNCF                                     | Brandérion — Kerveno ⥋ Brandérion — Gare SNCF                                     | Brandérion — Kerveno ⥋ Brandérion — Gare SNCF                                     | Brandérion — Kerveno ⥋ Brandérion — Gare SNCF                                     | Brandérion — Kerveno ⥋ Brandérion — Gare SNCF                                     | Brandérion — Kerveno ⥋ Brandérion — Gare SNCF                                     | Brandérion — Kerveno ⥋ Brandérion — Gare SNCF                                     | Brandérion — Kerveno ⥋ Brandérion — Gare SNCF                                     |
| 108   | Ouverture / Fermeture 7 janvier 2019 / — | Longueur —                                                                        | Durée 7 min                                                                       | Nb. d’arrêts 5                                                                    | Matériel —                                                                        | Jours de fonctionnement L, Ma, Me, J, V                                           | Jour / Soir / Nuit / Fêtes O / N / N / N                                          | Voy. / an —                                                                       | Exploitant Taxis                                                                  |
| 108   | Desserte : - Ville et lieux desservis : Brandérion - Gares desservies : Gare de Brandérion |                                                                                   |                                                                                   |                                                                                   |                                                                                   |                                                                                   |                                                                                   |                                                                                   |                                                                                   |
| 108   | Autre : - Amplitudes horaires : La ligne fonctionne du lundi au vendredi de 7 h à 8 h 10 en direction de la gare et au retour de 17 h 50 à 18 h 5 environ. - Date de dernière mise à jour : 21 décembre 2018. |                                                                                   |                                                                                   |                                                                                   |                                                                                   |                                                                                   |                                                                                   |                                                                                   |                                                                                   |
| 108   | Dernière actualisation : — |                                                                                   |                                                                                   |                                                                                   |                                                                                   |                                                                                   |                                                                                   |                                                                                   |                                                                                   |
| 109   | Larmor-Plage — Quéhello Congard ⥋ Ploemeur — Église | Larmor-Plage — Quéhello Congard ⥋ Ploemeur — Église                               | Larmor-Plage — Quéhello Congard ⥋ Ploemeur — Église                               | Larmor-Plage — Quéhello Congard ⥋ Ploemeur — Église                               | Larmor-Plage — Quéhello Congard ⥋ Ploemeur — Église                               | Larmor-Plage — Quéhello Congard ⥋ Ploemeur — Église                               | Larmor-Plage — Quéhello Congard ⥋ Ploemeur — Église                               | Larmor-Plage — Quéhello Congard ⥋ Ploemeur — Église                               | Larmor-Plage — Quéhello Congard ⥋ Ploemeur — Église                               |
| 109   | Ouverture / Fermeture 7 janvier 2019 / — | Longueur —                                                                        | Durée 25 min                                                                      | Nb. d’arrêts 27                                                                   | Matériel Standards Articulés Taxi                                                 | Jours de fonctionnement L, Ma, Me, J, V, S                                        | Jour / Soir / Nuit / Fêtes O / N / N / N                                          | Voy. / an —                                                                       | Exploitant RD Lorient Agglomération CTM Taxi                                      |
| 109   | Desserte : - Ville et lieux desservis : Larmor-Plage et Ploemeur - Gares desservies : Aucune. |                                                                                   |                                                                                   |                                                                                   |                                                                                   |                                                                                   |                                                                                   |                                                                                   |                                                                                   |
| 109   | Autre : - Amplitudes horaires : La ligne fonctionne du lundi au vendredi de 7 h 20 à 18 h 45 et le samedi de 8 h 30 à 17 h environ. - Particularités : En période scolaire, sur les services depuis et vers le Collège Jean Paul II, des articulés circulent. - Date de dernière mise à jour : 24 octobre 2020. |                                                                                   |                                                                                   |                                                                                   |                                                                                   |                                                                                   |                                                                                   |                                                                                   |                                                                                   |
| 109   | Dernière actualisation : — |                                                                                   |                                                                                   |                                                                                   |                                                                                   |                                                                                   |                                                                                   |                                                                                   |                                                                                   |
| 110   | (Circulaire) Lanester — Parc des expositions ⥋ via la zone d'activités de Manébos | (Circulaire) Lanester — Parc des expositions ⥋ via la zone d'activités de Manébos | (Circulaire) Lanester — Parc des expositions ⥋ via la zone d'activités de Manébos | (Circulaire) Lanester — Parc des expositions ⥋ via la zone d'activités de Manébos | (Circulaire) Lanester — Parc des expositions ⥋ via la zone d'activités de Manébos | (Circulaire) Lanester — Parc des expositions ⥋ via la zone d'activités de Manébos | (Circulaire) Lanester — Parc des expositions ⥋ via la zone d'activités de Manébos | (Circulaire) Lanester — Parc des expositions ⥋ via la zone d'activités de Manébos | (Circulaire) Lanester — Parc des expositions ⥋ via la zone d'activités de Manébos |
| 110   | Ouverture / Fermeture 7 janvier 2019 / — | Longueur —                                                                        | Durée 12 min                                                                      | Nb. d’arrêts 4                                                                    | Matériel Minibus                                                                  | Jours de fonctionnement L, Ma, Me, J, V, S                                        | Jour / Soir / Nuit / Fêtes O / N / N / N                                          | Voy. / an —                                                                       | Exploitant BSA                                                                    |
| 110   | Desserte : - Ville et lieux desservis : Lanester - Gares desservies : Aucune. |                                                                                   |                                                                                   |                                                                                   |                                                                                   |                                                                                   |                                                                                   |                                                                                   |                                                                                   |
| 110   | Autre : - Amplitudes horaires : La ligne fonctionne en période scolaire les mercredis et samedis et durant les vacances scolaires du lundi au samedi, de 13 h 30 à 18 h environ. - Modification au 23 avril 2019 : en période scolaire, la ligne ne fonctionne plus que les mercredis et samedis ; elle ne fonctionnera du lundi au samedi que durant les vacances scolaires. - Date de dernière mise à jour : 21 avril 2019. |                                                                                   |                                                                                   |                                                                                   |                                                                                   |                                                                                   |                                                                                   |                                                                                   |                                                                                   |
| 110   | Dernière actualisation : — |                                                                                   |                                                                                   |                                                                                   |                                                                                   |                                                                                   |                                                                                   |                                                                                   |                                                                                   |
| 111   | Lanester — Parc des expositions ⥋ desserte des zones d'activités | Lanester — Parc des expositions ⥋ desserte des zones d'activités                  | Lanester — Parc des expositions ⥋ desserte des zones d'activités                  | Lanester — Parc des expositions ⥋ desserte des zones d'activités                  | Lanester — Parc des expositions ⥋ desserte des zones d'activités                  | Lanester — Parc des expositions ⥋ desserte des zones d'activités                  | Lanester — Parc des expositions ⥋ desserte des zones d'activités                  | Lanester — Parc des expositions ⥋ desserte des zones d'activités                  | Lanester — Parc des expositions ⥋ desserte des zones d'activités                  |
| 111   | Ouverture / Fermeture 7 janvier 2019 / — | Longueur —                                                                        | Durée —                                                                           | Nb. d’arrêts 13                                                                   | Matériel Minibus                                                                  | Jours de fonctionnement L, Ma, Me, J, V                                           | Jour / Soir / Nuit / Fêtes O / N / N / N                                          | Voy. / an —                                                                       | Exploitant BSA                                                                    |
| 111   | Desserte : - Ville et lieux desservis : Lanester et Caudan - Gares desservies : Aucune. |                                                                                   |                                                                                   |                                                                                   |                                                                                   |                                                                                   |                                                                                   |                                                                                   |                                                                                   |
| 111   | Autre : - Amplitudes horaires : La ligne fonctionne du lundi au vendredi de 7 h à 9 h, de 12 h à 14 h et 16 h à 19 h environ. - Particularités : Ligne destinée à desservir les zones d'activités à cheval entre Lanester et Caudan, selon le principe suivant : - Départ du parc des expositions : Desserte sans réservation à horaire fixe, à destination des arrêts indiqués par les voyageurs ; - Retour depuis un des arrêts de la zone de desserte : Sur réservation en fonction des horaires proposés. - Date de dernière mise à jour : 21 décembre 2018. |                                                                                   |                                                                                   |                                                                                   |                                                                                   |                                                                                   |                                                                                   |                                                                                   |                                                                                   |
| 111   | Dernière actualisation : — |                                                                                   |                                                                                   |                                                                                   |                                                                                   |                                                                                   |                                                                                   |                                                                                   |                                                                                   |
| 112   | Lorient — Gare SNCF ⥋ Lorient — Gare maritime | Lorient — Gare SNCF ⥋ Lorient — Gare maritime                                     | Lorient — Gare SNCF ⥋ Lorient — Gare maritime                                     | Lorient — Gare SNCF ⥋ Lorient — Gare maritime                                     | Lorient — Gare SNCF ⥋ Lorient — Gare maritime                                     | Lorient — Gare SNCF ⥋ Lorient — Gare maritime                                     | Lorient — Gare SNCF ⥋ Lorient — Gare maritime                                     | Lorient — Gare SNCF ⥋ Lorient — Gare maritime                                     | Lorient — Gare SNCF ⥋ Lorient — Gare maritime                                     |
| 112   | Ouverture / Fermeture 23 avril 2019 / — | Longueur —                                                                        | Durée 10 min                                                                      | Nb. d’arrêts 9                                                                    | Matériel Standards                                                                | Jours de fonctionnement L, Ma, Me, J, V, S, D                                     | Jour / Soir / Nuit / Fêtes O / N / N / O                                          | Voy. / an —                                                                       | Exploitant CTM                                                                    |
| 112   | Desserte : - Ville et lieux desservis : Lorient - Gares desservies : Gare de Lorient. |                                                                                   |                                                                                   |                                                                                   |                                                                                   |                                                                                   |                                                                                   |                                                                                   |                                                                                   |
| 112   | Autre : - Amplitudes horaires : La ligne fonctionne du lundi au dimanche avec des horaires alignés sur ceux des bateaux assurant la liaison avec l'île de Groix. - Modification au 23 avril 2019 : Assurée depuis janvier 2019 par la ligne 13, la desserte de la gare maritime sera assurée par une ligne dédiée et aux horaires adaptés. - Date de dernière mise à jour : 15 avril 2019. |                                                                                   |                                                                                   |                                                                                   |                                                                                   |                                                                                   |                                                                                   |                                                                                   |                                                                                   |
| 112   | Dernière actualisation : — |                                                                                   |                                                                                   |                                                                                   |                                                                                   |                                                                                   |                                                                                   |                                                                                   |                                                                                   |
| 113   | Groix — Port Tudy ⥋ Desserte de l'île de Groix | Groix — Port Tudy ⥋ Desserte de l'île de Groix                                    | Groix — Port Tudy ⥋ Desserte de l'île de Groix                                    | Groix — Port Tudy ⥋ Desserte de l'île de Groix                                    | Groix — Port Tudy ⥋ Desserte de l'île de Groix                                    | Groix — Port Tudy ⥋ Desserte de l'île de Groix                                    | Groix — Port Tudy ⥋ Desserte de l'île de Groix                                    | Groix — Port Tudy ⥋ Desserte de l'île de Groix                                    | Groix — Port Tudy ⥋ Desserte de l'île de Groix                                    |
| 113   | Ouverture / Fermeture 1er juillet 2019 / — | Longueur —                                                                        | Durée —                                                                           | Nb. d’arrêts 34                                                                   | Matériel —                                                                        | Jours de fonctionnement L, Ma, Me, J, V, S, D                                     | Jour / Soir / Nuit / Fêtes O / N / N / O                                          | Voy. / an —                                                                       | Exploitant Rougé                                                                  |
| 113   | Desserte : - Ville et lieux desservis : Groix - Gares desservies : Aucune. |                                                                                   |                                                                                   |                                                                                   |                                                                                   |                                                                                   |                                                                                   |                                                                                   |                                                                                   |
| 113   | Autre : - Amplitudes horaires : La ligne fonctionne tous les jours de début juillet à fin août. Son fonctionnement est calqué sur les horaires des bateaux vers le continent. - Fonctionnement : - À l'arrivée depuis le bateau : Pas de réservation, le bus s'arrête sur demande à n'importe quel arrêt de l'île ; - À destination de Port Tudy : Une réservation doit être effectuée pour un trajet au départ d'un arrêt de l'île. - Date de dernière mise à jour : 21 juin 2019.                                                                              |                                                                                   |                                                                                   |                                                                                   |                                                                                   |                                                                                   |                                                                                   |                                                                                   |                                                                                   |
| 113   | Dernière actualisation : — |                                                                                   |                                                                                   |                                                                                   |                                                                                   |                                                                                   |                                                                                   |                                                                                   |                                                                                   |

### Lignes spécifiques
| No  | Parcours                                                                 | Période               | Exploitant | Particularités                                   |
| --- | ------------------------------------------------------------------------ | --------------------- | ---------- | ------------------------------------------------ |
| 120 | Lorient — Gare d'échanges ↔ Hennebont — Foyer Prat Izel                  | L, Ma, Me, J, V       | Rougé BSA  | Navette foyer d'accueil de personnes handicapées |
| 122 | Inzinzac-Lochrist — Penquesten ↔ Caudan — Fonderie de Bretagne           | L, Ma, Me, J, V       | BSA        | Navette Fonderie de Bretagne                     |
| 123 | Lorient — Merville ↔ Caudan — Fonderie de Bretagne                       | L, Ma, Me, J, V       | CTM        | Navette Fonderie de Bretagne                     |
| 124 | Languidic — Kergonan ↔ Lorient — Porte Colbert                           | L, Ma, Me, J, V       | Rougé BSA  | Navette Naval Group                              |
| 125 | Guidel — Ker Anna ↔ START Atelier service                                | L, Ma, Me, J, V       | BSA CTM    | Navette START                                    |
| 130 | Port-Louis — Perception ↔ Hennebont — Marché                             | J                     | Taxis      | Navette de marché                                |
| 131 | Quéven — Kergavalan ↔ Lorient — Sécurité sociale                         | Me, S                 |            | Navette de marché                                |
| 132 | Quéven — Kerdual ↔ Club du 3e âge                                        | J                     | Taxis      | Navette maison de retraite                       |
| 133 | Lorient — Gare d'échanges ↔ Plœmeur — Le Divit (TAD à certains services) | L, Ma, Me, J, V, S, D | Taxis      | Navette maison de retraite                       |
| 134 | Quistinic — Centre ↔ Hennebont — Place Foch                              | J                     | Rougé      | Navette de marché                                |
| 135 | Larmor-Plage — Centre ↔ Lorient — Sécurité sociale                       | L, Ma, Me, J, V, S    | Taxis      | Navette de proximité                             |
| 136 | Guidel — Place Jaffré ↔ Guidel — Roi Arthur                              | L, Me, J              | Taxis      | Navette de proximité                             |
| 137 | Lanvaudan — Gare ↔ Hennebont — Marché                                    | J                     | Taxis      | Navette de marché                                |
| 138 | Lanvaudan — Gare ↔ Inzinzac-Lochrist — Inzinzac Mairie                   | Me, S                 | Taxis      | Navette de proximité                             |

### Lignes scolaires
| No  | Parcours                                                                                      | Période         | Exploitant                              |
| --- | --------------------------------------------------------------------------------------------- | --------------- | --------------------------------------- |
| 150 | Riantec — Mané Branroc'h ↔ Écoles Paul-Émile Victor et Saint-Joseph                           | L, Ma, J, V     | N.C.                                    |
| 151 | Locmiquélic — Sterville ↔ Port-Louis — Collège Saint-Pierre                                   | L, Ma, Me, J, V | CTM                                     |
| 152 | Kerviniac — Kergamenan ↔ Riantec — Collège Kerdurand ↔ Port-Louis — Collège Saint-Pierre      | L, Ma, Me, J, V | CTM                                     |
| 153 | Port-Louis — Perception ↔ Riantec — Collège Kerdurand                                         | L, Ma, Me, J, V | CTM                                     |
| 154 | Gâvres — Mairie ↔ Riantec — Collège Kerdurand ↔ Port-Louis — Collège Saint-Pierre             | L, Ma, Me, J, V | CTM                                     |
| 155 | Locmiquélic — Sterville ↔ Riantec — Collège Kerdurand                                         | L, Ma, Me, J, V | CTM                                     |
| 157 | Hennebont — Victor Hugo ↔ Port-Louis — Lycée Professionnel                                    | L, Ma, Me, J, V | CTM                                     |
| 158 | Port-Louis — Perception ↔ Hennebont — Lycées                                                  | L, Ma, Me, J, V | CTM                                     |
| 159 | Riantec — La Croizetière ↔ Hennebont — Lycées                                                 | L, Ma, Me, J, V | CTM                                     |
| 160 | Port-Louis — Perception → Lorient — Universités → Lorient — Saint-Jo/La Paix                  | L, Ma, Me, J, V | CTM                                     |
| 161 | Riantec — La Croizetière → Lorient — Universités → Lorient — Saint-Jo/La Paix                 | L, Ma, Me, J, V | CTM                                     |
| 162 | Lorient — Quai des Indes → Lorient — Universités                                              | L, Ma, Me, J, V | N.C.                                    |
| 163 | Lanester — Le Resto ↔ Collèges Notre-Dame-du-Pont, Henri Wallon et écoles primaires           | L, Ma, Me, J, V | N.C.                                    |
| 164 | Caudan — Kergrann ↔ Écoles primaires et collège Saint-Joseph                                  | L, Ma, Me, J, V | N.C.                                    |
| 165 | Caudan — Bouderbach ↔ Écoles primaires et collège Saint-Joseph                                | L, Ma, Me, J, V | N.C.                                    |
| 166 | Caudan — Moustoiric ↔ Lanester — Collèges Notre-Dame-du-Pont, Henri Wallon et Lycée Jean Macé | L, Ma, Me, J, V | N.C.                                    |
| 167 | Caudan — Bouderbach ↔ Lanester — Collèges Notre-Dame-du-Pont, Henri Wallon et Lycée Jean Macé | L, Ma, Me, J, V | N.C.                                    |
| 168 | Lorient — Joliot Curie ↔ Collège Anita Condi                                                  | L, Ma, Me, J, V | N.C.                                    |
| 169 | Groix — Kermario ↔ École de la Trinité                                                        | L, Ma, Me, J, V | Rougé                                   |
| 200 | Guidel — Croëz Hent ↔ Plœmeur — Collèges et écoles primaires                                  | L, Ma, Me, J, V | CTM Kerjan                              |
| 201 | Plœmeur — Kerloret ↔ Collèges et écoles primaires                                             | L, Ma, Me, J, V | CTM Taxis                               |
| 202 | Plœmeur — Kerroc'h ↔ Lorient — Lycées et collège Anita Condi                                  | L, Ma, Me, J, V | CTM                                     |
| 203 | Lorient — Gare d'échanges ↔ Plœmeur — E.R.E.A.                                                | L, Ma, Me, J, V | CTM                                     |
| 204 | Guidel — Place Jaffré ↔ Plœmeur — Collèges et écoles                                          | L, Ma, Me, J, V | CTM                                     |
| 205 | Guidel — Locmiquel Méné ↔ Plœmeur — Les Celtes                                                | L, Ma, Me, J, V | Kerjan CTM                              |
| 206 | Plœmeur — Le Courrégant ↔ Collèges et écoles                                                  | L, Ma, Me, J, V | CTM                                     |
| 207 | Lorient — Lycées → Cléguer — Le Pradic                                                        | L, Ma, Me, J, V | RD Lorient Agglomération Kerjan BSA CTM |
| 208 | Pont-Scorff — Kereven ↔ Écoles primaires                                                      | L, Ma, J, V     | N.C.                                    |
| 209 | Bas Pont-Scorff ↔ Cléguer — Écoles primaires                                                  | L, Ma, J, V     | N.C.                                    |
| 210 | Cléguer — Pont An Daul ↔ Écoles primaires                                                     | L, Ma, J, V     | N.C.                                    |
| 211 | Pont-Scorff — Kereven ↔ Guidel — Collège Saint-Jean                                           | L, Ma, Me, J, V | N.C.                                    |
| 212 | Pont-Scorff — Kerganaouen ↔ Guidel — Collège Saint-Jean                                       | L, Ma, Me, J, V | N.C.                                    |
| 213 | Quéven — Clairière ↔ Guidel — Collège Saint-Jean                                              | L, Ma, Me, J, V | N.C.                                    |
| 214 | Pont-Scorff — Kereven ↔ Quéven — Collège Kerbellec                                            | L, Ma, Me, J, V | N.C.                                    |
| 215 | Quéven — Kerdual ↔ Collège Kerbellec ↔ École Anatole France                                   | L, Ma, Me, J, V | N.C.                                    |
| 216 | Pont-Scorff — Kereven ↔ Gestel — Mairie                                                       | L, Ma, Me, J, V | N.C.                                    |
| 217 | Pont-Scorff — Place du Tréano ↔ Hennebont — Lycées                                            | L, Ma, Me, J, V | N.C.                                    |
| 218 | Cléguer — Kerraoul ↔ L'Enfer                                                                  | L, Ma, Me, J, V | N.C.                                    |
| 250 | Guidel — Keryhuel ↔ Écoles primaires                                                          | L, Ma, J, V     | N.C.                                    |
| 251 | Guidel — Croëz Coat ↔ Écoles primaires                                                        | L, Ma, J, V     | N.C.                                    |
| 252 | Guidel — Kerembarz ↔ Écoles primaires                                                         | L, Ma, J, V     | N.C.                                    |
| 253 | Guidel — Croix Notre-Dame ↔ Écoles primaires                                                  | L, Ma, J, V     | N.C.                                    |
| 254 | Guidel — Kerhuen ↔ Écoles primaires                                                           | L, Ma, J, V     | N.C.                                    |
| 255 | Guidel — Croëz Coat ↔ Collège Saint-Jean                                                      | L, Ma, Me, J, V | N.C.                                    |
| 256 | Guidel — Kerembarz ↔ Collège Saint-Jean                                                       | L, Ma, Me, J, V | N.C.                                    |
| 257 | Guidel — Keryhuel ↔ Quéven — Collège Kerbellec                                                | L, Ma, Me, J, V | N.C.                                    |
| 258 | Guidel — Kergoldec ↔ Quéven — Collège Kerbellec                                               | L, Ma, Me, J, V | N.C.                                    |
| 259 | Guidel — Croix Notre-Dame ↔ Quéven — Collège Kerbellec                                        | L, Ma, Me, J, V | N.C.                                    |
| 260 | Guidel — Keryhuel ↔ Place Le Montagnier (TAD au retour)                                       | L, Ma, Me, J, V | Kerjan                                  |
| 261 | Guidel — La Madeleine ↔ Lorient — Lycées (aller)/Guidel — Place Le Montagnier (TAD au retour) | L, Ma, Me, J, V | N.C.                                    |
| 262 | Guidel — Kerembarz (aller)/Kerhars (TAD au retour) → Quéven — Lann Bihoué                     | L, Ma, Me, J, V | N.C.                                    |
| 263 | Guidel — Centre → Lorient — Saint-Jo/La Paix                                                  | L, Ma, Me, J, V | CTM Kerjan                              |
| 264 | Guidel — Place Jaffré → Lorient — Saint-Jo/La Paix                                            | L, Ma, Me, J, V | N.C.                                    |
| 265 | Guidel — Croix Notre-Dame ↔ Collège Saint-Jean                                                | L, Ma, Me, J, V | N.C.                                    |
| 300 | Lochrist — Écoles ↔ Hennebont — Collèges et lycées                                            | L, Ma, Me, J, V | BSA Rougé                               |
| 301 | Inzinzac-Lochrist — Keralvé ↔ Hennebont — Lycées et collèges                                  | L, Ma, Me, J, V | Rougé                                   |
| 302 | Inzinzac-Lochrist — Mané Bihan → Lorient — Saint-Jo/La Paix                                   | L, Ma, Me, J, V | Rougé                                   |
| 303 | Hennebont — Victor Hugo ↔ Lycée Le Talhouët                                                   | L, Ma, Me, J, V | N.C.                                    |
| 304 | Languidic — Kermoël ↔ Place Guillerme/Saint-Aubin (dépose à la demande au retour)             | L, Ma, Me, J, V | N.C.                                    |
| 305 | Languidic — Kervidel ↔ Place Guillerme/Saint-Aubin (dépose à la demande au retour)            | L, Ma, Me, J, V | N.C.                                    |
| 306 | Languidic — Mané Chelaude ↔ Place Guillerme/Saint-Aubin (dépose à la demande au retour)       | L, Ma, Me, J, V | N.C.                                    |
| 307 | Languidic — Keroussin ↔ Place Guillerme/Saint-Aubin (dépose à la demande au retour)           | L, Ma, Me, J, V | N.C.                                    |
| 308 | Languidic — Keranduic ↔ Place Guillerme/Saint-Aubin (dépose à la demande au retour)           | L, Ma, Me, J, V | N.C.                                    |
| 309 | Languidic — Kerallan ↔ Place Guillerme/Saint-Aubin (dépose à la demande au retour)            | L, Ma, Me, J, V | N.C.                                    |
| 310 | Languidic — Saint-Étienne ↔ Place Guillerme/Saint-Aubin (dépose à la demande au retour)       | L, Ma, Me, J, V | N.C.                                    |
| 311 | Languidic — Kerblayo ↔ Place Guillerme/Saint-Aubin                                            | L, Ma, Me, J, V | N.C.                                    |
| 312 | Milédec ↔ Brandérion                                                                          | L, Ma, Me, J, V | N.C.                                    |
| 313 | Languidic — Kergonan ↔ Hennebont — Lycées                                                     | L, Ma, Me, J, V | Rougé                                   |
| 314 | Languidic — Place Guillerme → Lorient — Lycées Saint-Joseph/Notre-Dame-de-la-Paix             | L, Ma, Me, J, V | N.C.                                    |
| 350 | Calan — Kerallé ↔ Hennebont — Lycées                                                          | L, Ma, Me, J, V | Kerjan                                  |
| 351 | Bubry ↔ Hennebont — Lycées                                                                    | L, Ma, Me, J, V | N.C.                                    |
| 352 | Le Manério ↔ Plouay — Centre                                                                  | L, Ma, Me, J, V | N.C.                                    |
| 353 | Bubry — Persquen ↔ Bubry — Écoles                                                             | L, Ma, Me, J, V | N.C.                                    |
| 354 | Bubry — Poul Fetan ↔ Bubry — Écoles                                                           | L, Ma, Me, J, V | N.C.                                    |
| 355 | Plouay — Kermarrec → Plouay — Écoles                                                          | L, Ma, Me, J, V | N.C.                                    |
| 356 | Plouay — Locunel → Plouay — Écoles                                                            | L, Ma, Me, J, V | N.C.                                    |
| 357 | Quistinic — Poblaye-le-Ners ↔ Quistinic — Écoles                                              | L, Ma, Me, J, V | N.C.                                    |
| 358 | Quistinic — Lenioten ↔ Quistinic — Écoles                                                     | L, Ma, Me, J, V | N.C.                                    |
| 359 | Plouay — Kerlucas ↔ Plouay — Collèges                                                         | L, Ma, Me, J, V | N.C.                                    |
| 360 | Inguiniel — Le Clandy ↔ Plouay — Collèges                                                     | L, Ma, Me, J, V | N.C.                                    |
| 361 | Calan — Er Lann ↔ Plouay — Collèges                                                           | L, Ma, Me, J, V | N.C.                                    |
| 362 | Bubry — Kerlevic ↔ Plouay — Collèges                                                          | L, Ma, Me, J, V | N.C.                                    |
| 363 | Inguiniel — Locorion ↔ Plouay — Collèges                                                      | L, Ma, Me, J, V | N.C.                                    |
| 364 | Lanvaudan — Kermeloch ↔ Plouay — Collèges                                                     | L, Ma, Me, J, V | N.C.                                    |
| 365 | Lanvaudan — Kergal ↔ Plouay — Collèges                                                        | L, Ma, Me, J, V | N.C.                                    |
| 366 | Plouay — Mané Guégan ↔ Plouay — Collèges                                                      | L, Ma, Me, J, V | N.C.                                    |
| 367 | Cléguer — Kerganaouen ↔ Plouay — Collèges                                                     | L, Ma, Me, J, V | Kerjan                                  |